# Грейсі Карвальо
Грейсі Карвальо (порт. Gracie Carvalho; (23 липня 1990 , Сан-Жозе-дус-Кампус, Сан-Паулу )) — бразильська топмодель.

## Життєпис
Народилася 23 липня 1990 року. 
У модельному бізнесі з 18 років. У 2007 підписала перший професійний контракт з модельним агентством Way Management.
У перших показах провідних світових брендів взяла участь у 2008 році на тижні високої моди у Сан-Паулу. Незабаром стала обличчям торгової марки Yamamay. Стала однією з найпопулярніших моделей тижня високої моди в Ріо-де-Жанейро, де загалом вийшла на подіум у 35 показах.
Незабаром після цього підписала контракт із модельним агентством Marylin. У липні та вересні 2008 року потрапила на обкладинку журналу Л'Офісель Бразилія.
З 2009 по 2011 рік була однією з затребуваних моделей світу, дуже часто дефілюючи для провідних брендів і будинків моди. У 2010 році була на обкладинці Vogue Бразилія.
У 2009—2011 роках ставала обличчям рекламних кампаній DKNY Jeans, Gap, Tommy Hilfiger та C&A. У 2010 році модель брала участь у фотосесії для календаря Pirelli. У 2010 та 2015 роках брала участь у щорічних підсумкових показах бренду Victoria's Secret.
У різний час брала участь у наступних показах: Ralph Lauren, Derek Lam, Vera Wang, Max Azria, Brian Reyes, Tory Burch, Carlos Miele, Lela Rose, DKNY, Victoria's Secret, Karl Lagerfeld, Gaspard Yurkievich, Osklen, Salinas, Andrea Marques, Giulia Borges, Walter Rodrigues, Maria Bonita, Lucas Nascimento.
Починаючи з 2012 року, скоротила активну модельну діяльність. Востаннє виходила на подіум у 2019 році, з'явившись на показах на тижнях високої моди в Ріо-де-Жанейро та Сан-Пауло.
Як хобі займається муай-тай та джіу-джитсу Джіу-джитсу, завдяки чому в 2017 році стала обличчям спортивного бренду Маршона Лінча Beast Model.